# Philodendron maculatum
Philodendron maculatum är en kallaväxtart som beskrevs av Kurt Krause. Philodendron maculatum ingår i släktet Philodendron och familjen kallaväxter. Inga underarter finns listade.